# Liste der Eingemeindungen in die Stadt Lommatzsch
In der ersten Tabelle stehen alle ehemaligen Gemeinden und Gutsbezirke, die direkt nach Lommatzsch eingemeindet wurden. Die Gemeinden, die am gleichen Tag eingemeindet wurden, werden in alphabetischer Reihenfolge aufgeführt.
In der zweiten Tabelle stehen die ehemals selbständigen Gemeinden und Gutsbezirke in alphabetischer Reihenfolge, die (zunächst) nicht in die Stadt Lommatzsch, sondern in eine andere Gemeinde eingegliedert wurden.

## Gebietsänderungen und Eingemeindungen in die Stadt Lommatzsch
| Ehemalige Gemeinde bzw. Gutsbezirk | Datum          | Zuwachs bzw. Abgang in ha | Zuwachs bzw. Abgang Einwohner | Anmerkung                                                               |
| ---------------------------------- | -------------- | ------------------------- | ----------------------------- | ----------------------------------------------------------------------- |
| Messa                              | 1. Juni 1904   | 113                       | 372                           | Gemarkung wurde aufgelöst und in die Gemarkung Lommatzsch eingegliedert |
| Domselwitz                         | 1. Januar 1905 | 121                       | 235                           | Gemarkung wurde aufgelöst und in die Gemarkung Lommatzsch eingegliedert |
| Altlommatzsch                      | 1. Januar 1973 | 472                       |                               |                                                                         |
| Jessen                             | 1. Januar 1973 | 563,03                    |                               |                                                                         |
| Dörschnitz                         | 1. Januar 1994 | 1072                      |                               |                                                                         |
| Neckanitz                          | 1. Januar 1994 | 872,36                    |                               |                                                                         |
| Piskowitz                          | 1. Januar 1994 | 638                       |                               |                                                                         |
| Striegnitz                         | 1. Januar 1994 | 1040                      |                               |                                                                         |
| Wachtnitz                          | 1. Januar 1994 | 715                       |                               |                                                                         |
| Wuhnitz                            | 1. Januar 1994 | 857                       |                               |                                                                         |

## Gebietsänderungen und Eingemeindungen in Gemeinden, die später in die Stadt Lommatzsch eingemeindet wurden
| Ehemalige Gemeinde bzw. Gutsbezirk | Datum            | Anmerkung |
| ---------------------------------- | ---------------- | --- |
| Albertitz                          | 1. November 1935 | Eingemeindung nach Wuhnitz |
| Altsattel                          | 1. Januar 1912   | Zusammenschluss mit Barmenitz zur Gemeinde Altsattel-Barmenitz |
| Altsattel-Barmenitz                | 1. November 1935 | Eingemeindung nach Striegnitz |
| Arntitz                            | 1. April 1934    | Eingemeindung nach Wuhnitz |
| Barmenitz (Bornitz)                | 1. Januar 1912   | Zusammenschluss mit Altsattel zur Gemeinde Altsattel-Barmenitz |
| Berntitz                           | 1. April 1934    | Eingemeindung nach Wuhnitz |
| Birmenitz                          | 1. November 1935 | Eingemeindung nach Neckanitz |
| Churschütz                         | 1. November 1935 | Eingemeindung nach Neckanitz |
| Daubnitz                           | 1. November 1935 | Eingemeindung nach Wachtnitz |
| Dennschütz                         | 1. November 1935 | Eingemeindung nach Wuhnitz |
| Dörschnitz, Gutsbezirk Rittergut   | um 1922          | Eingliederung in die Gemeinde Dörschnitz |
| Grauswitz                          | 1. Mai 1839      | Eingemeindung nach Trogen im Zuge der Umsetzung der Sächsischen Landgemeindeordnung von 1838                                                                                           |
| Großwüstalbertitz                  | 1. Mai 1839      | Eingemeindung der amtsunmittelbaren Ortschaft (Wohnhaus und Windmühle) nach Zscheilitz im Zuge der Umsetzung der Sächsischen Landgemeindeordnung von 1838; Abbruch der Gebäude um 2000 |
| Ickowitz, Gutsbezirk Allodialgut   | um 1922          | Eingliederung in die Gemeinde Ickowitz |
| Ickowitz                           | 1. November 1935 | Eingemeindung nach Piskowitz |
| Klappendorf                        | 1. November 1935 | Eingemeindung nach Dörschnitz |
| Krepta                             | 1. November 1935 | Eingemeindung nach Neckanitz |
| Lautzschen                         | 1. November 1935 | Eingemeindung nach Dörschnitz |
| Löbschütz                          | 1. November 1935 | Eingemeindung nach Piskowitz |
| Marschütz                          | 1. November 1935 | Eingemeindung nach Wuhnitz |
| Mögen                              | 1. November 1935 | Eingemeindung nach Neckanitz |
| Paltzschen                         | 1. November 1935 | Eingemeindung nach Dörschnitz |
| Petzschwitz, Gutsbezirk Rittergut  | um 1922          | Eingliederung in die Gemeinde Petzschwitz |
| Petzschwitz                        | 1. November 1935 | Eingemeindung nach Neckanitz |
| Pitschütz                          | 1. November 1935 | Eingemeindung nach Jessen |
| Poititz                            | 1. November 1935 | Eingemeindung nach Neckanitz |
| Prositz                            | 1. November 1935 | Eingemeindung nach Wachtnitz |
| Rauba                              | 1. November 1935 | Eingemeindung nach Jessen |
| Roitzsch                           | 1. November 1935 | Eingemeindung nach Striegnitz |
| Scheerau                           | 1. November 1935 | Eingemeindung nach Altlommatzsch |
| Schwochau                          | 1. November 1935 | Eingemeindung nach Jessen |
| Sieglitz                           | 1. November 1935 | Eingemeindung nach Dörschnitz |
| Trogen                             | 1. November 1935 | Eingemeindung nach Striegnitz |
| Weitzschenhain                     | 1. November 1935 | Eingemeindung nach Wuhnitz |
| Zöthain, Gutsbezirk Rittergut      | um 1922          | Eingliederung in die Gemeinde Zöthain |
| Zöthain                            | 1. November 1935 | Eingemeindung nach Wachtnitz |
| Zscheilitz                         | 1. November 1935 | Eingemeindung nach Piskowitz |